# Station Ellebjerg
Station Ellebjerg was een S-tog-station in Kopenhagen, Denemarken.
Het station is geopend op 1 oktober 1972 en gesloten in 2007 bij de opening van het station Ny Ellebjerg.